# Ramon Sinkeldam
Ramon Sinkeldam   (Zaanstad, 9 de febrer de 1989) és un ciclista neerlandès, professional des del 2011 fins al 2024. El seu darrer equip fou l'Alpecin-Deceuninck. Combina el ciclocròs En el seu palmarès destaca la París-Roubaix sub-23 de 2011 i la Velothon Berlín de 2015, i sobretot el Campionat nacional en ruta de 2017.

## Palmarès en ruta
- 2011
  -  Campió dels Països Baixos sub-23 en ruta
  - 1r a la París-Roubaix sub-23
  - 1r a la Volta a Limburg
- 2012
  - Vencedor de 2 etapes al Tour de Hainan
- 2014
  - Vencedor d'una etapa a la World Ports Classic
- 2015
  - 1r al Velothon Berlín
  - 1r a la Binche-Chimay-Binche
- 2017
  -  Campió dels Països Baixos en ruta
- 2018
  - 1r a la París-Chauny

### Resultats a la Volta a Espanya
- 2013. Abandona
- 2014. 136è de la classificació general
- 2021. 127è de la classificació general

### Resultats al Tour de França
- 2015. Abandona (14a etapa)
- 2016. 143è de la classificació general
- 2017. 148è de la classificació general
- 2018. 134è de la classificació general
- 2023. No surt (14a etapa)

### Resultats al Giro d'Itàlia
- 2019. 133è de la classificació general
- 2020. Abandona (10a etapa)
- 2022. 132è de la classificació general
- 2023. No surt (5a etapa)

## Palmarès en ciclocròs
- 2006-2007
  -  Campió dels Països Baixos júnior en ciclocròs
  - 1r al Superprestige júnior